# 但澤波蘭郵局保衛戰
但澤波蘭郵局保衛戰（德語：Gefecht um das polnische Postamt in Danzig）是第二次世界大戰歐洲戰場波蘭戰役的第一場戰鬥，發生於但澤市（今格但斯克）。
1939年9月1日，波蘭反抗侵略的民眾和郵局人員在這棟建築物裡防守來自但澤市的親衛隊、當地的衝鋒隊和特殊單位──秩序警察等單位的攻擊達15小時。除了四名逃出郵局的防守者外，其餘的反抗人士在投降之後，便於1939年10月5日被德國軍事法庭以游擊隊員身分判處死刑，並加以處死。

## 序幕

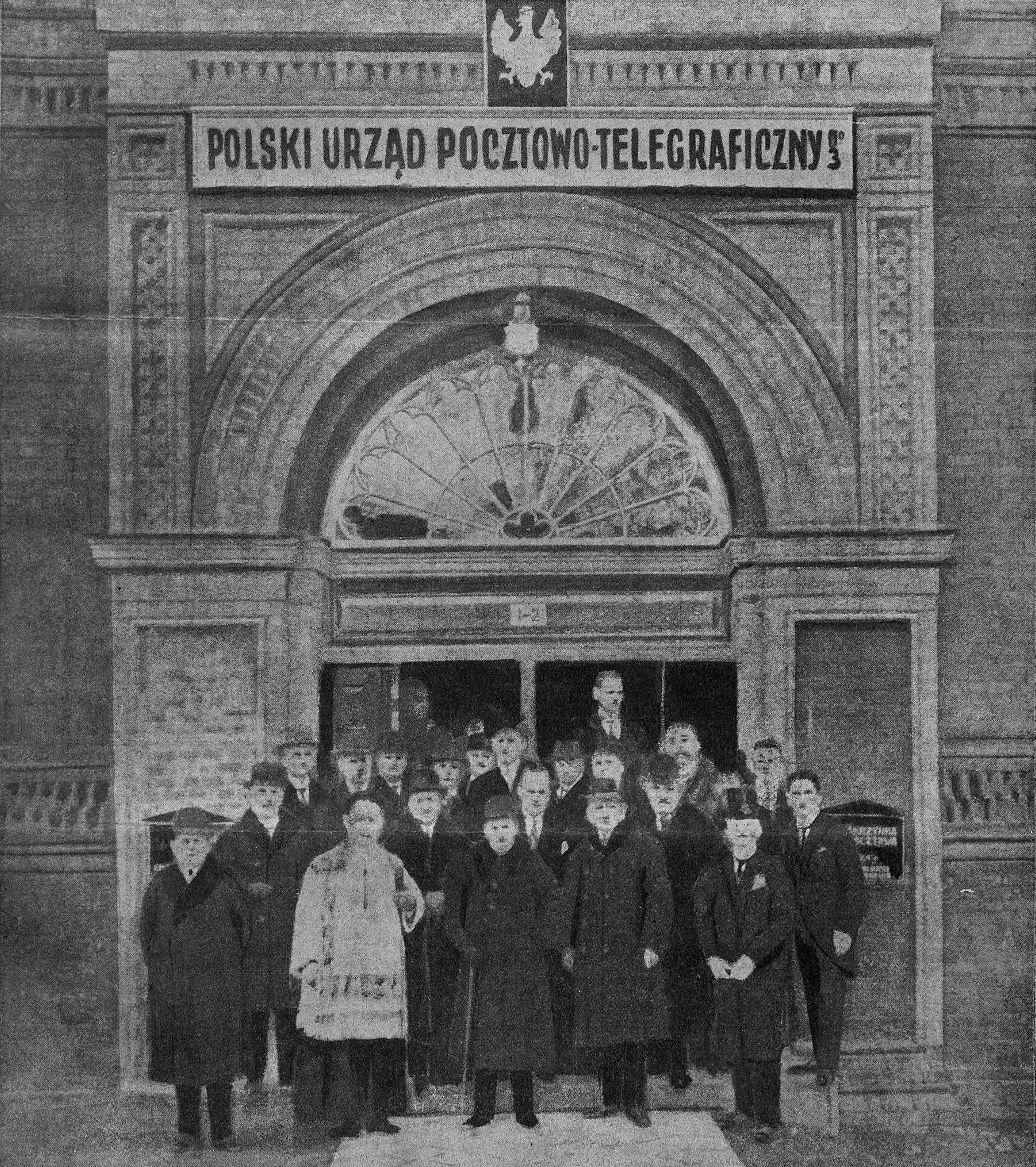
1925年，波蘭郵局"格但斯克3號"郵局的開幕

但澤自由市的波蘭郵局（波蘭郵政）在凡爾賽條約的基礎下，於1919年創立，其建築物被認為是波蘭政府的海外資產。  
但澤自由市的波蘭郵局有好幾棟建築物。1930年，坐落在老城賀威利烏斯茲廣場旁的"格但斯克1號" 成為波蘭郵局的主要的行政地點，在那裏有電信線路可以通往波蘭。1939年，她擁有超過了100名員工。有些在波蘭郵局工作的員工是自衛隊一員，而且也有很多人是波蘭步槍兵協會組織的成員。
由於波蘭與德國之間緊張的氣氛不斷在增長著，波蘭陸軍總參謀部在1939年4月時，將陸軍預備役中尉康拉德·古德斯基（Konrad Guderski）及工程師派往格但斯克（Gduńsk）。他把但澤波蘭郵局的雇員與志願者組成自衛隊，準備好對抗敵人。除了訓練他們之外，他還在建築周圍建立了防禦陣地：附近的樹木被移走，而入口處則設防。八月中旬，又加入了十名來自格地尼亞和比德哥什郵局的員工，他們的大部分作為預備隊。
到了9月1日，這棟建築物裡有57人：康拉德·古德斯基、42名當地波蘭志願者、10名來自格地尼亞和比德哥什的員工、郵局警衛和他的妻子及十歲的女兒。波蘭郵局有個武器儲藏室，裡面包含三支白朗寧wz. 1928輕機槍、40支其他槍械和三箱手榴彈 。波蘭的保衛計畫是要讓防守者擋住德軍的進攻並守住陣地，直到六小時後來自波美拉尼亞的“切爾斯克”行動小隊（"Czersk"oddział Armii Pomorze）的援軍到來支援此區為止。
德軍的進攻計畫制訂於1939年7月，德軍將從兩個方向攻擊防守郵局的敵人：當主力部隊從隔壁旁邊的辦公室突破圍牆並從側面進攻時，會有另外一支掩護部隊從門口進攻。

## 戰鬥
凌晨4點，德軍切斷了郵局的電線及電話線。4點45分，德國以官方訪問名義停留於但澤港內的舊式戰鬥艦「什列斯威格-荷爾斯泰因號」開始對西盤半島上的波軍據點開火射擊，此為第二次世界大戰的第一發砲火。德軍也開始進攻波蘭郵局。德軍在此進攻中派出秩序警察、當地衝鋒隊及黨衛軍 "E編隊" 和但澤國防黨衛隊，並由至少三輛ADGZ裝甲車做支援。

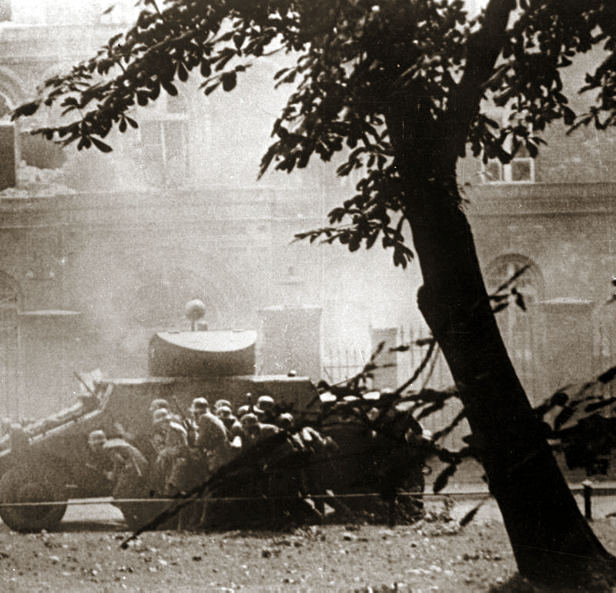
黨衛隊員在ADGZ重型裝甲車的掩護下進攻

雖然德軍曾突破防線並短暫攻入建築物內，但德軍在正面的首次進攻仍然被擊退，這造成兩名隊員戰死及七名隊員受傷，還包括一名衝鋒隊隊長。
早上11點，德軍得到了國防軍兩門七十五毫米火炮的的支援，但在第二波從辦公室方向撲來的攻勢，即便得到火砲的支援，進攻依然被擊退。波軍指揮官───康拉德·古德斯基，在第二波攻勢中為了要阻止德軍突破圍牆，被自己所丟出的手榴彈炸死。
下午3點，德軍宣布給予兩小時的停火並要求波軍投降，但遭拒絕。就在這段時間裡，德軍又得到更多的增援：一門一百零五毫米的火砲和一組工兵，工兵們在牆下挖了洞，並將準備好的600公斤炸藥埋入。下午5點，圍牆被引爆的炸彈炸掉了一大半，緊接著德軍在三門火砲的支援下又展開了進攻，這一次，德軍攻占了除地下室以外的大部分建築物。
晚上6點，德軍帶來了汽油油罐車和火焰噴射器，準備將地下室灌滿汽油，點燃汽油，三個波蘭人被活活燒死。此時波軍方面在戰鬥中的陣亡人數到達六個，剩下的人決定投降。主管揚·麥肯（Jan Michoń）博士和指揮官喬瑟夫·瓦希克（JózefWąsik）兩人帶著白旗首先走出建築，但一出來就被德軍射殺（有另外一個說法是麥肯博士是被火焰噴射器燒死的）。其餘的波蘭人被允許投降，並離開正在燃燒的郵局。六個人設法逃離郵局，但他們中有兩人不久後被俘。

## 結局

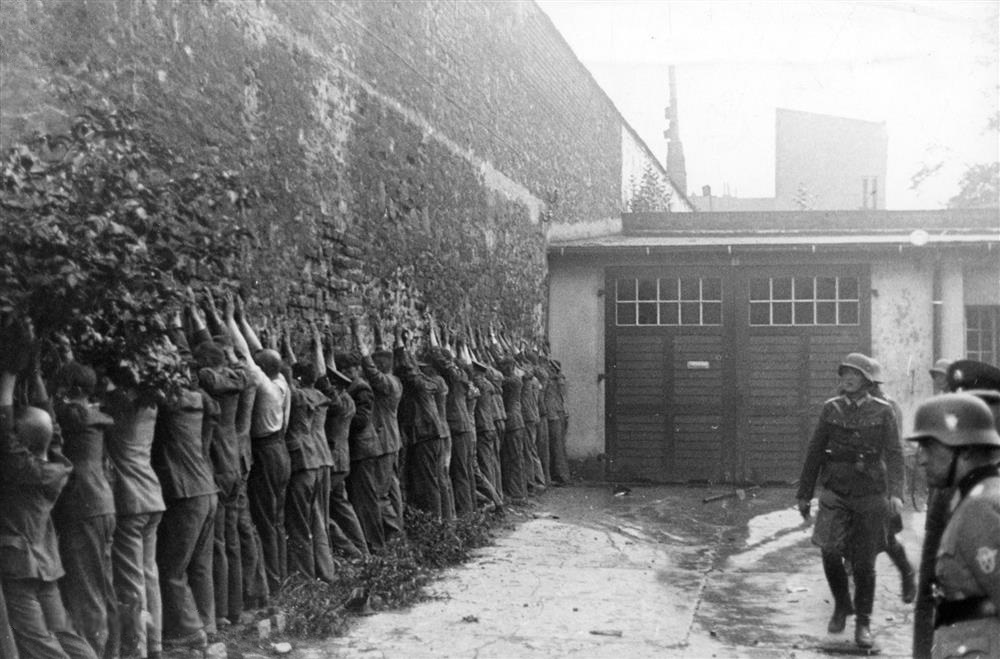
波蘭郵局保衛者被俘

16名受傷的俘虜被送進了蓋世太保醫院，在那又有六人死亡（包括一個十歲女孩Erwina Barzychowska）。其他28人一開始則是被關在郵局裡，幾天後便送往維多利學校（Victoriaschule）臨時監獄，他們在那裏和其他3000名但澤公民一起遭受審問與折磨。
所有波蘭俘虜都進行了審判：首先在維多利學校臨時監獄的28名俘虜於9月8日進行審判，後來是10名在醫院康復的人則於9月30日進行；審判的過中，他們並沒有任何的辯護律師。根據德國特殊軍事刑法的第一千九百三十八條，所有人都被認為是游擊隊員而被判處死刑。該判決在幾個小時後由檢察官漢斯·捷斯克（Hans Giesecke）起訴，法官庫爾特·波德（Kurt Bode）宣判、並由陆军总司令瓦爾特·馮·布勞希奇簽署許可命令。城市南方的11名波蘭鐵路工作員在企圖利用裝甲火車逃跑時，也遭遇了相似的命運，他們最終和他們的家屬一起被衝鋒隊處決。
大部分的俘虜都在10月5日被黨衛隊突擊大隊領袖的麥斯·保利（Max Pauly ，不久後成為集中營的指揮官，1946年，他被英國軍事法院判處絞刑）指揮下被槍決處死。四名倖存者設法逃脫並成功躲藏至戰爭結束。郵差們的家庭也成功躲避追捕。
捷斯克和波德從未被追究此事的責任，或是被要求對判決負責。他們在戰爭結束後被去納粹化，並繼續他們的律師生涯。都於1970年代死於自然原因。最後僅在1995年於呂貝克的德國法院宣判1939年判決無效，並宣布因此而死的保衛者將恢復原本的身分──郵差，原因是此一裁決違反了海牙公約。

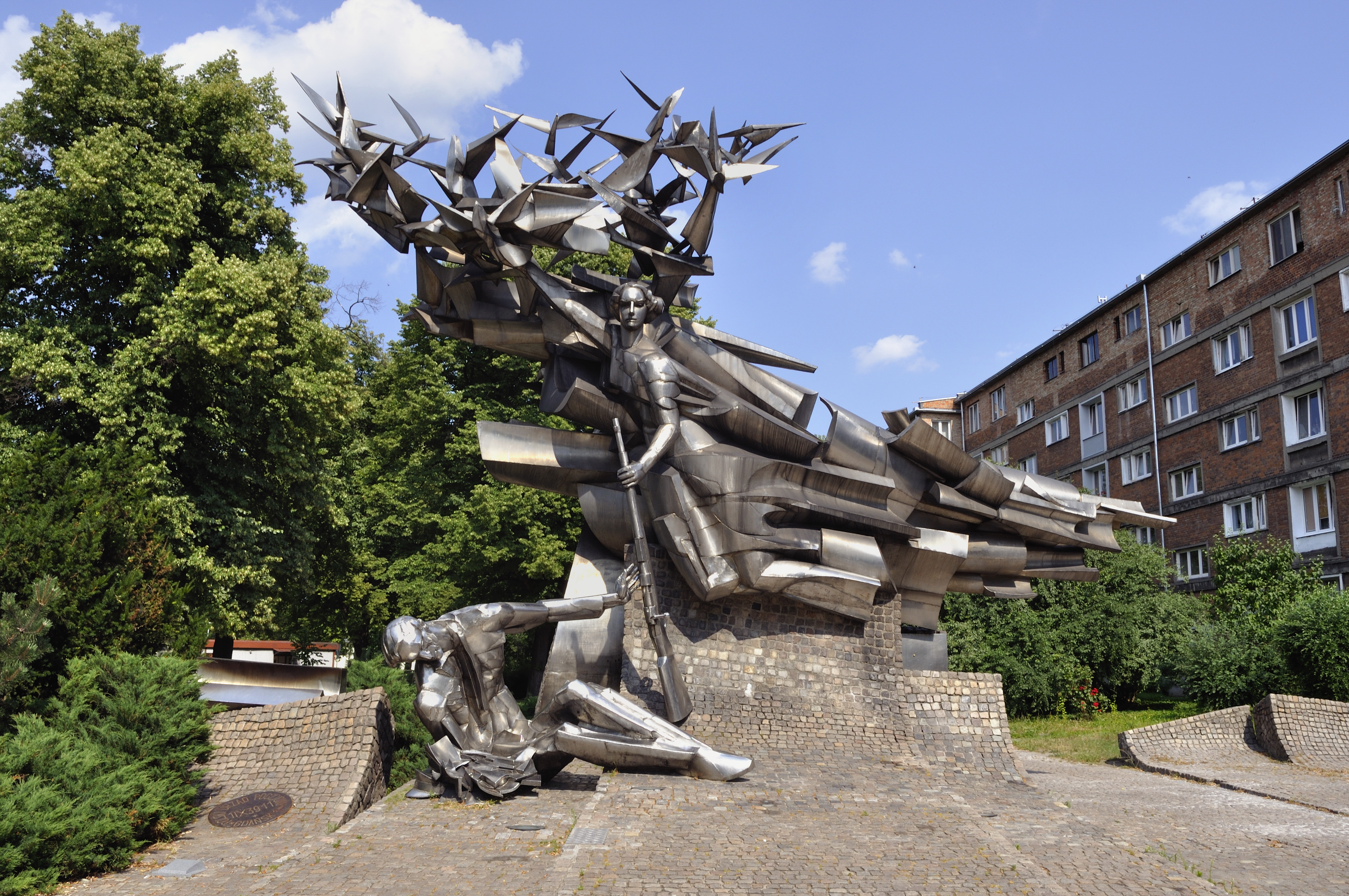
在格但斯克的波蘭郵局保衛者紀念碑

這場戰役與後續發展在波蘭已成為了整個波蘭戰役的縮影，且常被比喻成一個英雄的故事──大衛和歌利亞決鬥的故事。從這種觀點來看，郵局雇員成功抵抗納粹德國強大的黨衛隊長達一天。1979年，波蘭人民共和國在格但斯克樹立起了一座波兰邮局保卫者纪念碑。

## 延伸閱讀
- 君特·格拉斯 Die Blechtrommel (鐵皮鼓), 1959
- （波兰語） Adam Bartoszewski, Wiesław Gomulski, Żolnierze w pocztowych mundurach (Soldiers in the Postal Uniforms), 1969
- （德文） Dieter Schenk 'Die Post von Danzig. Geschichte eines deutschen Justizmords (Post-Office of Gdańsk. History of a German Justice Murder), 1995

## 來源
1. ↑  . www.sww.w.szu.pl.   [2020-12-23]. （原始内容存档于2020-09-29）.
2. ↑  （波兰語） OBROŃCY POCZTY GDAŃSKIEJ: CHWAŁA I ZBRODNIA （页面存档备份，存于）, Bogusław Kubisz, Mówią Wieki
3. ↑  . wnet.fm.   [2020-12-23]. （原始内容存档于2020-12-05）.

## 外部連結
- （波兰語） Obrona Poczty Polskiej w Gdańsku
- （波兰語） Miłosz Sosnowski, Obrona Poczty Polskiej w Gdańsku 1939 r.

54°21′18″N 18°39′25″E / 54.355°N 18.657°E